# Acontia delutea
Acontia delutea là một loài bướm đêm trong họ Noctuidae.